# Reine Rauhala
Reine Rauhala, född 9 april 1973, är en svensk före detta professionell ishockeyspelare (center). Hans moderklubb är Olofströms IK.
Reine spelade för Leksands IF i Elitserien åren 1990-1993.